# UC-Logic Technology Corp.
UC-Logic（友碁科技）は、台湾・新北市に本社を置く、マウスやデジタルスタイラスなどのペン入力デバイスを開発・販売する会社である。1996年に設立された。ARTISULブランドでグラフィックタブレットの販売を行っていることで知られたが、現在は中国HUIONの傘下である。
日本市場では2019年まで代理店としてアシター商事が「ARTISUL」の販売を行っていたが、UC-Logicが他社に買収されたことに伴い、その会社の傘下で新たに設立されたArtisul社に移管された。当時はどこに買収されたか不明だったが、2022年にHUION製品のフライヤーに「研究開発本部」としてUC-Logicの社名が記されていたことから、HUIONの傘下となっていたことが判明した。

## 概要
グラフィックタブレットのメーカーとして知られる。グラフィックタブレットは元々はOEM専業で、米国のMonopriceやイギリスのMaplinなどと言った家電チェーンの独自ブランド家電としてOEM供給していた。大陸ではUGEE（友基科技）が総代理店であった。
2011年に従来の充電式スタイラスではなく（ワコムと同等の）バッテリー不要のスタイラスを開発し、特許を取得したことに伴い、2013年に独自の「ARTISUL」ブランドを立ち上げ、2015年頃より自社ブランドで板タブレットおよび液晶タブレットを展開し始めた。
2019年にHUIONに買収された。

## 歴史
1996年
1995年秋にWindows 95が発売され世界的なヒット商品となり、DOS/V互換機が流行し、周辺機器業界活況時代に設立。
ポインティングデバイスやデジタルスタイラス（デジタルペン）技術の開発に注力する。
2000年
ワイヤレス電力伝送の電磁共鳴技術（EMR）の発明に成功し、特許を取得。
バッテリが必要なデジタルスタイラスを発明。特徴は分離可能な中央抽出シャーシを備えた丸型だった。
米国、日本、ドイツ、台湾、中国で座標インジケーター、アンテナ構造、デジタル信号キャプチャ方式、手書き入力デバイス、圧力センサーなど様々な発明に関する特許を取得。
グラフィックボードブランド「Lappaz」を設立。多くのグラフィックボード製品を発売。
Monoprice(米国)、Genius(米国)などの有名ブランドや、Trust(オランダ)、Malpin(英国)、iBall(インド)などのOEMやODM製品の開発を行なう。 
2005年
世界で初めて「デジタルとリアルペーパー両方で記録するためのノートパッド(英: Notepad for both recording on digital and real paper)」を発明。
2012年
バッテリーが不要なデジタルスタイラス技術を発明。以降、EMR技術特許技術は継続的にアップグレードを続ける。
2013年
ペンタブレットブランドARTISUL（アーティスル）を台湾で設立。
2018年
ARTISUL製品、クレジットサイン端末、指紋認証、顔認証システム端末などを世界市場向けに開発。